# Escola dos Jesuítas (Cuiabá)
O Escola dos Jesuítas é um bem tombado localizado no município de Cuiabá, no Mato Grosso. Fica situado no Distrito de Nossa Senhora da Guia e foi tombado em 1993 através da Lei n° 3.172 de 15 de setembro daquele ano.